# 松川町
松川町（日语：／ Matsukawa machi */?）是長野縣下伊那郡最北端的一町。主要產業是工業與農業。以梨、蘋果等果樹的栽培最為興盛。